# Santa Teresita (Batangas)
Pour les articles homonymes, voir Santa Teresita.
Santa Teresita (Tagalog : Bayan ng Santa Teresita) est une municipalité philippine de 5e classe de la province de Batangas. Selon le recensement de 2020, elle compte 21 559 habitants.

## Étymologie
Santa Teresita est dérivée de l'espagnol de sa sainte patronne, Thérèse de Lisieux, également connue sous le nom de Sainte Thérèse de l'Enfant Jésus.

## Démographie
D’après le recensement de 2020, Santa Teresita compte 21 500 habitants.

## Histoire
Le 28 décembre 1961, les barrios de Sambat, Sinipian, Bihis, Calayaan, Irukan et Cutang Cawayan de la municipalité de Taal, Calumala, Tambo, Saimsim et Burol de la municipalité de San Nicolas, et Pacifico et Sampa de la municipalité de San Luis ont été séparés et constitués en une nouvelle municipalité distincte connue sous le nom de Santa Teresita, en vertu de l'ordre exécutif no 454 signé par le président Carlos P. Garcia. 1] Ireneo Aquino a été nommé premier maire de la municipalité, jusqu'en juin 1962. En 1971, le barangay Antipolo a été créé en tant que barangay séparé du barangay Sinipian, ainsi que du barangay Cuta East, qui a été séparé du barangay Cutang Cagayan.

## Géographie
Santa Teresita est située à 13°51′59″N 120°58′53″E le long de la zone lacustre sud du lac Taal. Ses limites sont San Nicolas au nord, San Luis au sud, Taal à l'ouest et le lac Taal au nord-est. Selon l'autorité statistique des Philippines, la municipalité a une superficie de 16,30 kilomètres carrés, soit 0,52 % des 3 119,75 km2 de Batangas. Santa Teresita se trouve à 17 km de Batangas City et à 122 km de Manille.

## Barangays
Santa Teresita est politiquement subdivisée en 17 barangays. Chaque barangay est composé de puroks et certains ont des sitios. 3 barangays sont classés comme urbains.
| - Antipolo - Bihis - Burol - Calayaan - Calumala - Cuta East - Cutang Cawayan - Irukan - Pacifico | - Poblacion I - Saimsim - Sampa - Sinipian - Tambo Ibaba - Tambo Ilaya - Poblacion II - Poblacion III |